# Nossa Senhora com o Menino e Anjos Músicos (Álvaro Pires)
Nossa Senhora com o Menino e Anjos Músicos ou Virgem com o Menino e Anjos Músicos é uma pintura a óleo sobre madeira pintada cerca de 1430 pelo pintor português activo em Itália Álvaro Pires de Évora que se destinou ao Convento de S. Cruz, em Fossabanda (Pisa), onde ainda se encontra presentemente.

## Descrição
A Nossa Senhora com o Menino e Anjos Músicos é de fundo de ouro, com esplêndidos músicos em vestes elegantes de azul, vermelho e ouro, que circundam a figura da Virgem entronizada com o Menino Jesus ao colo. Segundo a investigadora Sónia Duarte, o músico da esquerda tange um órgão portativo e o da direita uma guitarra medieval: "Quanto aos aspectos musicais da composição, representa-se um aerofone - o órgão portativo - e um cordofone dedilhado - uma guitarra - de resto um duo recorrente nos retábulos marianos tardo-medievais, sobretudo, em território espanhol. Da guitarra medieval, cordofone executado ora por intermédio de um plectro, ora directamente pelos dedos, são raros os instrumentos coetâneos que nos chegaram devido à fragilidade dos materiais utilizados na sua feitura. Apresenta quatro ordens duplas dispostas sobre uma caixa periforme, costas bombeadas em aduelas, tampo decorado com uma pequena abertura sonora, braço curto dividido por trastes móveis, cravelhal em forma de foice, sendo visíveis as cravelhas laterais (...)."
É provável que a pintura tenha sido o painel central de um políptico (tríptico?), atendendo à forma ogival do fundo da parte superior da pintura e à forma da moldura nos cantos superiores.

## Apreciação
Segundo Maria Teresa Lazzarini, “(…) verificamos que o trono onde a Virgem está sentada possui uma imponente estrutura monumental realizada com uma construção prospético-geométrica trifocal, semelhante à trecentesca (…) Álvaro Pires adopta um sistema em que a profundidade do espaço é definida arquitectonicamente, com primeiros planos, segundos planos e fundo. Nas obras imediatamente posteriores à execução do painel de Santa Croce em Fossabanda, Álvaro Pires manifesta vontade de inverter geometricamente a terceira dimensão – a
profundidade sobre um único plano.” 

## História
Num convento conhecido desde 1233 quando é mencionado nos Estatutos de Pisa, entram, em 1251, as Irmãs do Santíssimo Salvador, freiras agostinianas da regra dominicana. Em 1325, a igreja e o convento foram reconstruídos para as freiras Dominicanas. A estrutura do convento (com início das obras em 1322) é devido a Bartolomeo del Cantone, pertencente a uma famosa família de Pisa e leitor no Convento de Santa Catarina de Alexandria.
O convento de Santa Cruz foi renovado na sua forma atual no século XV com a passagem para os Franciscanos. Em 1426, o convento estava em total abandono, quando foi comprado pelo aristocrata florentino Pietro Neretti, que no ano seguinte o doou aos frades franciscanos da Osservanza, um movimento de reforma da Ordem dos Franciscanos nascida sobre a inspiração de S. Bernardino de Siena. Este Convento de Santa Cruz foi o décimo sexto convento toscano a ser cedido aos frades da Osservanza.

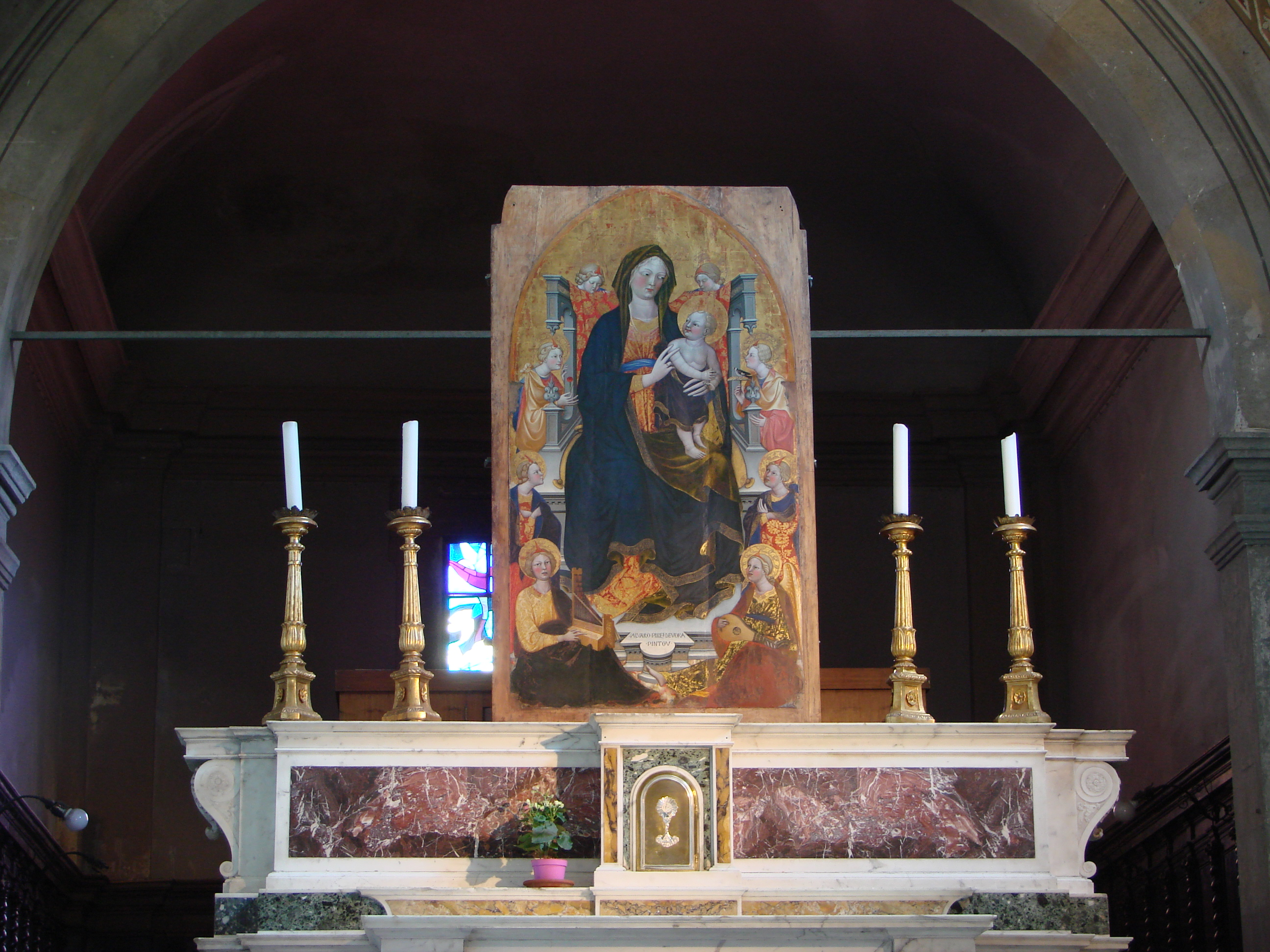
Nossa Senhora com o Menino e Anjos Músicos no altar-mor da Igreja de S. Cruz em Pisa.

Quando cedeu o edifício aos frades, Pietro Neretti doou também 4.000 escudos para refazer os muros circundantes danificadas no cerco da cidade de 1408-1409. Com este dinheiro o convento foi completamente remodelado, tendo sido construído o vasto refeitório e a sacristia colocada ao lado da igreja, enquanto a igreja é ampliada e dotada de loggia frontal com colunas. Na obra de reestruturação do convento participou talvez o célebre arquitecto Michelozzo que esteve em Pisa em 1427-1428.
É na sequência desta remodelação que é colocado sobre o altar o painel Nossa Senhora com o Menino e Anjos Músicos de Álvaro Pires, datável de cerca de 1430, onde ainda se encontra.